# Сива (посёлок)
Сива (яп. 紫波町 Сива-тё:) — посёлок в Японии, находящийся в уезде Сива префектуры Иватэ. Площадь посёлка составляет 239,03 км², население — 32 976 человек (1 августа 2014), плотность населения — 137,96 чел./км².

## Географическое положение
Посёлок расположен на острове Хонсю в префектуре Иватэ региона Тохоку. С ним граничат города Мориока, Ханамаки и посёлки Яхаба, Сидзукуиси.

## Население
Население посёлка составляет 32 976 человек (1 августа 2014), а плотность — 137,96 чел./км². Изменение численности населения с 1980 по 2005 годы:
| 1980 | 27 787 чел. |  |
| 1985 | 28 892 чел. |  |
| 1990 | 29 856 чел. |  |
| 1995 | 31 311 чел. |  |
| 2000 | 33 038 чел. |  |
| 2005 | 33 692 чел. |  |